# Forces armées de l'Ukraine

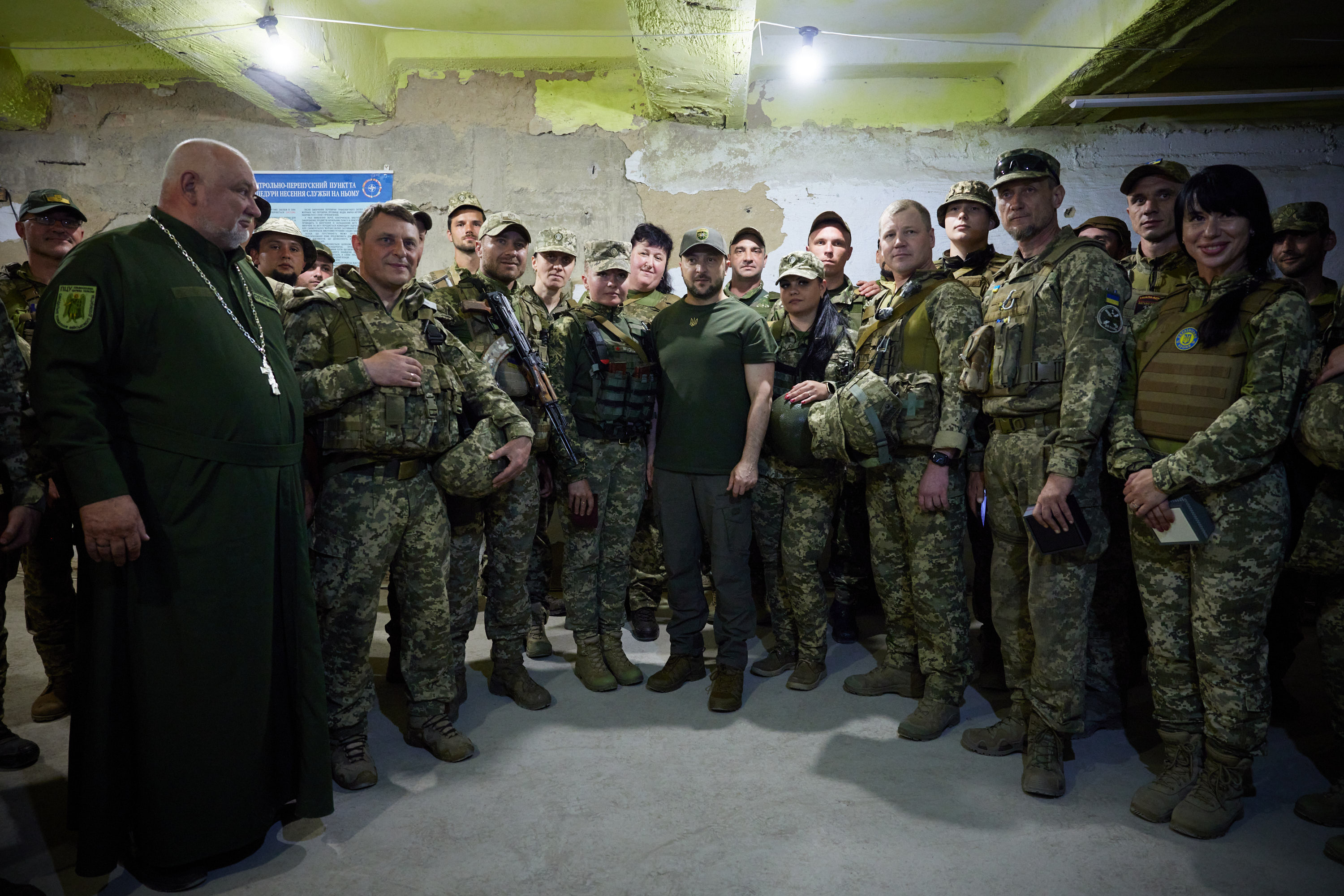
Volontaires de l’armée ukrainienne durant l’invasion russe de 2022.

Les Forces armées de l'Ukraine (en ukrainien : Збройні сили України, abrégé en ЗСУ et romanisé en Zbroyni syly Ukrayiny, ZSU) sont l'ensemble des unités militaires dépendant du ministère de la Défense ukrainien. Elles sont subdivisées en sept composantes : l'Armée de terre, la Marine, la Force aérienne, les Forces d'assaut aérien, les Forces d'opérations spéciales, le Corps de marine (ce dernier indépendant de la Marine depuis avril 2023) ainsi que les Forces de systèmes sans pilote. En font partie aussi la Force de défense territoriale et la police militaire. D'autres unités dépendent du ministère de l'Intérieur, mais peuvent être placées sous le commandement des Forces armées : la Garde nationale, les gardes-frontières, les patrouilles de police spéciales et la brigade d'assaut de la police nationale.
Elles ont été formées avec une partie des Forces armées soviétiques en 1991 lors de l'indépendance de l'Ukraine. Les Forces armées de l'Ukraine comptent 246 445 militaires dans le service actif (en 2021), et environ 900 000 réservistes. Depuis le début de la guerre russo-ukrainienne en 2014, l'Ukraine suit une politique atlantiste et souhaiterait rejoindre à long terme l'OTAN. À partir de février 2022, ses forces armées s'opposent à l'invasion de l'Ukraine par la Russie. Depuis l’invasion de 2022, l’Ukraine est la 18ème puissance militaire mondiale en 2024 grâce aux importations militaires en provenance des pays occidentaux en gage de soutien à l’Ukraine.

### Organisation

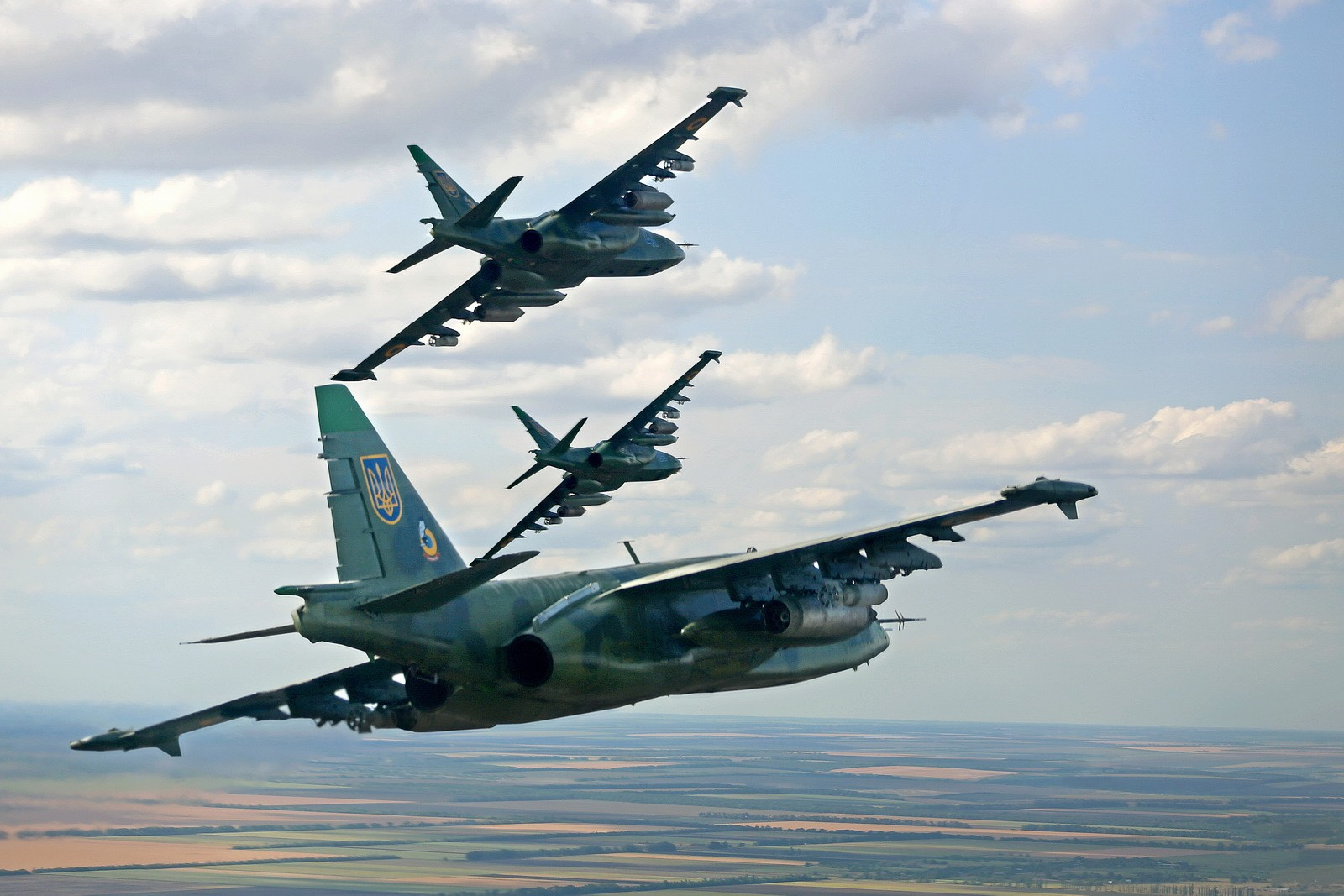
Trois Soukhoï Su-25 ukrainiens en 2013.

## Galerie d'images

Drapeau de l'Armée ukrainienne.
Emblème de l'Armée ukrainienne.
Drapeau de l'Armée de terre ukrainienne.
Drapeau de la Force aérienne ukrainienne.
Pavillon de la Marine ukrainienne.
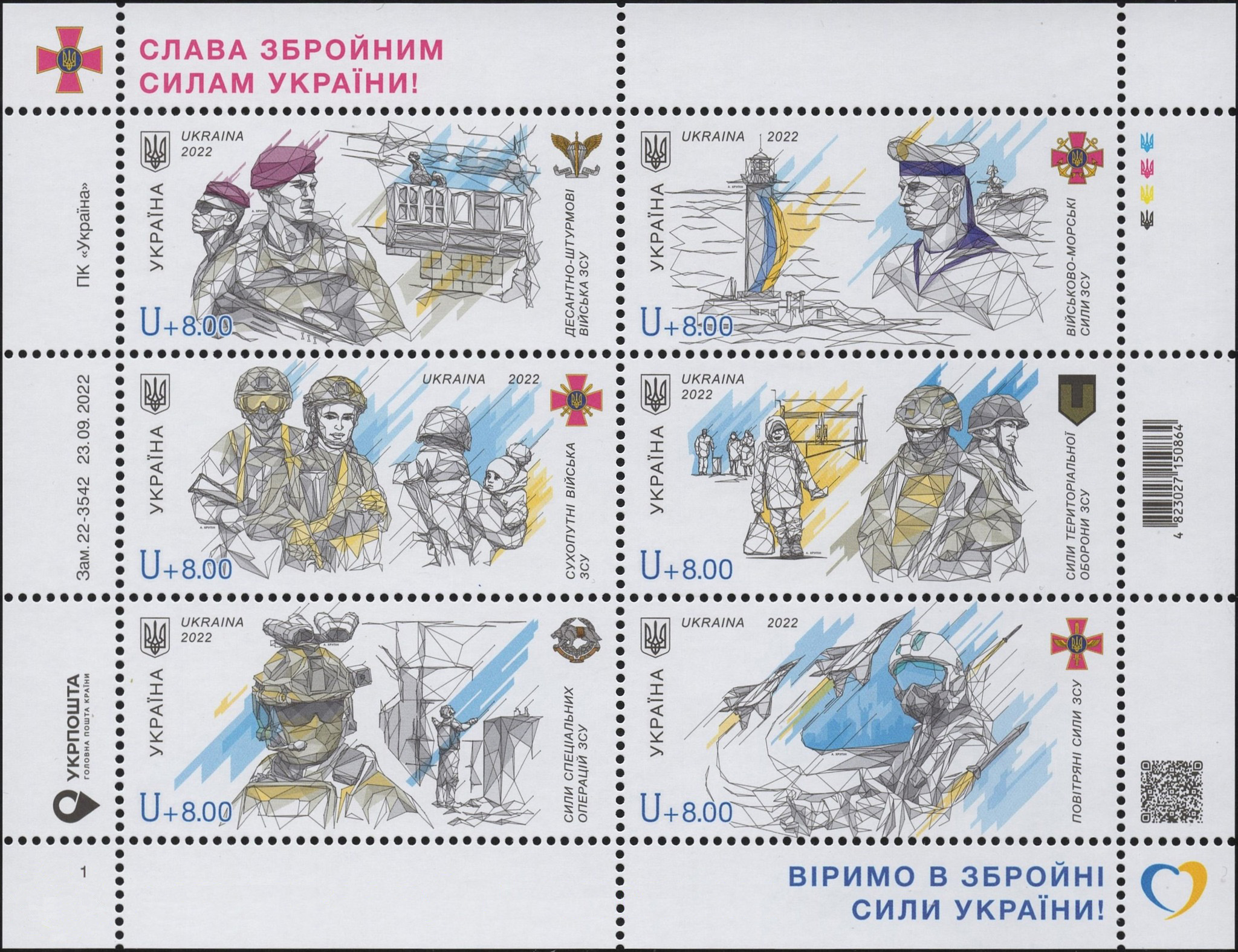
Timbre hommage de 2022 Gloire aux forces armées ukrainiennes ; Troupes d'assaut aéroportées ; Forces navales ; Forces terrestres ; Forces de défense territoriale ; Forces d'opérations spéciales ; Forces aériennes.

## Historique